# بابی رینولدز
بابی رینولدز (انگلیسی: Bobby Reynolds؛ زاده ۱۷ ژوئیهٔ ۱۹۸۲) یک تنیس‌باز اهل ایالات متحده آمریکا است.